# Список наград и номинаций Noize MC
Noize MC — российский музыкант, рэпер, певец, композитор и актёр. Послужной список артиста включает победы в главных российских премиях в области популярной музыки: Rock Alternative Music Prize Первого Альтернативного музыкального телеканала A-One, «Степной волк» Артемия Троицкого, «Звуковая дорожка» «Московского комсомольца», «Чартова дюжина» «Нашего радио», равно как и номинации на премии MTV Russia, MTV Europe и Муз-ТВ. В 2010 году Noize MC получил награду «Человек дождя» радиостанции «Серебряный дождь» «за публичный протест против произвола власти».

## ПремииMTV

### MTV Russia Music Awards
Премия российского MTV вручалась до 2008 года. На последней по времени церемонии Noize MC был дважды номинирован.
| Год  | Номинация  | Результат |
| ---- | ---------- | --------- |
| 2008 | Хип-хоп    | Номинация |
| 2008 | Певец года | Номинация |

### MTV Europe Music Awards
В 2010 году Noize MC номинирован на премию европейского MTV как лучший российский артист.
| Год  | Номинация                | Результат |
| ---- | ------------------------ | --------- |
| 2010 | Лучший российский артист | Номинация |

## Rock Alternative Music Prize
«Рок-альтернативная музыкальная премия» вручалась телеканалом A-One в 2005—2009 годах. На последней по времени церемонии Noize MC выиграл в номинации «Респект RUнета» и был представлен ещё в двух номинациях.
| Год  | Номинация                   | Результат |
| ---- | --------------------------- | --------- |
| 2009 | Клип года − «Из окна»       | Номинация |
| 2009 | Хит года − «Кантемировская» | Номинация |
| 2009 | Respect RUнета              | Победа    |

## Russian Urban Music Awards
Первое вручение независимой премии в области хип-хопа и урбан-культуры Stadium RUMA состоялось в 2012 году.
| Год  | Номинация                       | Результат |
| ---- | ------------------------------- | --------- |
| 2012 | Feat. года − «Сам» feat. RasKar | Победа    |
| 2012 | Хит года − «Ругань из-за стены» | Победа    |
| 2012 | Артист года                     | Номинация |

## Премия «Степной волк»
Премия «Степной волк» вручается за достижения в области независимой музыки, начиная с 2008 года, по инициативе Артемия Троицкого. На счету Noize MC две награды за лучшие тексты и по призу за лучшие песню и видеоклип.
| Год  | Номинация                                           | Результат |
| ---- | --------------------------------------------------- | --------- |
| 2009 | Лирика                                              | Победа    |
| 2009 | Диск − «The Greatest Hits vol. 1»                   | Номинация |
| 2010 | Слова                                               | Победа    |
| 2010 | Песня − «Mercedes S666»                             | Победа    |
| 2010 | Видео − «Mercedes S666»                             | Номинация |
| 2010 | Интернет                                            | Номинация |
| 2011 | Видео − «10 суток в раю»                            | Победа    |
| 2011 | Интернет − «Ленинград» vs Noize MC vs Стас Барецкий | Номинация |
| 2012 | Слова                                               | Номинация |

## ZD Awards
ZD Awards («Звуковая дорожка» МК) — ежегодная премия в области популярной музыки, вручаемая газетой «Московский комсомолец».
| Год  | Номинация                                | Результат |
| ---- | ---------------------------------------- | --------- |
| 2008 | Альбом года − «The Greatest Hits vol. 1» | Номинация |
| 2008 | Хип-хоп                                  | Номинация |
| 2010 | Альбом года − «Последний альбом»         | Победа    |
| 2010 | Хип-хоп                                  | Номинация |
| 2010 | Альтернатива                             | Номинация |
| 2010 | Персона года                             | Номинация |
| 2011 | Хип-хоп                                  | Номинация |
| 2012 | Хип-хоп                                  | Номинация |
| 2013 | Хип-хоп                                  | Победа    |
| 2014 | Хип-хоп                                  | Номинация |

## Премия Муз-ТВ
Премия Муз-ТВ вручается за достижения в области популярной музыки.
| Год  | Номинация                                      | Результат |
| ---- | ---------------------------------------------- | --------- |
| 2010 | Лучший хип-хоп проект                          | Номинация |
| 2011 | Лучший хип-хоп проект                          | Номинация |
| 2011 | Лучший саундтрек − «Устрой дестрой» (Ёлки OST) | Номинация |
| 2012 | Лучший хип-хоп проект                          | Номинация |
| 2013 | Лучший хип-хоп проект                          | Номинация |

## Премия RU.TV
Премия RU.TV вручается за достижения в области популярной музыки.
| Год  | Номинация                                   | Результат |
| ---- | ------------------------------------------- | --------- |
| 2012 | Лучший хип-хоп хит − «Вселенная бесконечна» | Номинация |

## Реальная премия MusicBox
Премия телеканала MusicBox («Реальная премия MusicBox») вручается за достижения в области популярной музыки.
| Год  | Номинация                        | Результат |
| ---- | -------------------------------- | --------- |
| 2013 | Лучший Hip-hop проект            | Номинация |
| 2014 | Лучший Hip-hop проект − «Жвачка» | Номинация |

## Премия «Чартова дюжина»
«Наше радио» присуждает премию «Чартова дюжина» за достижения в области рок-музыки. Noize MC стал победителем в номинации «Выбор Интернета» на церемонии, прошедшей в 2012 году.
| Год  | Номинация       | Результат |
| ---- | --------------- | --------- |
| 2012 | Выбор Интернета | Победа    |

## Премия «Человек дождя»
Радиостанция «Серебряный дождь» присуждает премию «Человек дождя» за вклад в развитие российского общества. В 2010 году Noize MC получил награду «за публичный протест против произвола власти».
| Год  | Номинация                                    | Результат |
| ---- | -------------------------------------------- | --------- |
| 2010 | За публичный протест против произвола власти | Победа    |

## Russian Street Awards
В 2010 году Муз-ТВ вручил собственные призы за достижения в хип-хоп-культуре.
| Год  | Номинация             | Результат |
| ---- | --------------------- | --------- |
| 2010 | Артист года           | Номинация |
| 2010 | Трек года − «Из окна» | Победа    |

## In Da Awards
Сайт Indarnb.ru вручает свои призы за достижения в области рэпа, R'n'B и клубной культуры.
| Год  | Номинация                                              | Результат |
| ---- | ------------------------------------------------------ | --------- |
| 2010 | Исполнитель года                                       | Победа    |
| 2010 | Альбом года — «Последний альбом»                       | Номинация |
| 2010 | Клип года − «Mercedes S666»                            | Номинация |
| 2010 | Лучший концерт года — Презентация «Последнего альбома» | Номинация |

## Клубные награды
Отдельные концертные площадки вручают собственные призы артистам, выступавшим в их стенах.

### Золотая горгулья
Музыкальные награды московского клуба «16 тонн» вручаются с 1999 года.
| Год  | Номинация                   | Результат |
| ---- | --------------------------- | --------- |
| 2008 | Исполнитель в стиле хип-хоп | Победа    |

### Crystal Awards
Организатором премии выступил один из концертных залов Киева «Crystal Hall».
| Год  | Номинация                    | Результат |
| ---- | ---------------------------- | --------- |
| 2011 | Лучший хип-хоп/R’n’B-концерт | Победа    |